# Газонафтоводопрояви у свердловині
Газонафтоводопрояви у свердловині (рос.газонефтепроявления в скважине; англ. gas and oil show(ing)s; нім. Erdgas- und Erdölaustritten m pl) — приплив пластового флюїду (газу і/або нафти) з надр у свердловину, не пов'язаний з роботами по його виклику.